# 葉衽榤
葉衽榤，台灣彰化縣和美鎮人，台灣當代人道主義作家、文學研究學者、藝文評論家。著有文學創作集《夢鬥》、《竊聽》，學術專書《梓慶為鐻: 語文教學的創意擴散與實踐反芻》、《黨外風雨：臺灣政論散文的自由意識》。國立臺灣師範大學臺灣語文學系博士，現任雲林科技大學漢學應用研究所專案助理教授、明志科技大學通識教育中心兼任助理教授。曾任臺北教育大學進修推廣部臺語教學協同教師。創作文類眾多，多數集中於現代詩與短篇小說。主要活躍於文學創作、文學研究、閱寫教育、臺語文教育、跨域整合、通識教育、傳媒教育、數位應用、設計思考、社會實踐與永續發展等領域。

## 獲獎
教學曾獲教育部媒體素養教案設計競賽第1名、清華大學教學創新教案競賽佳作、高雄科技大學教學實踐研究佳作等。研究曾兩獲李江却台語文教基金會阿却賞；評論曾三獲國家文化藝術基金會藝評台文學類獎項；創作曾獲林榮三文學獎、全國學生文學獎、台中文學獎、桐花文學獎、基隆海洋文學獎、浯島文學獎、馬祖文學獎、鍾肇政文學獎、磺溪文學獎、玉山文學獎、臺北文學獎等獎項，詩作曾入選《火煉的水晶 二二八台語文學展》。